# Muthoni Kirima
Muthoni Kirima auch Muthoni wa Kirima (* 1930 in Tetu, Kronkolonie Kenia; † 4. September 2023 in Kenia) war eine kenianische Freiheitskämpferin im Mau-Mau-Aufstand gegen die britische Kolonialherrschaft. Sie war eine von vier Personen und die einzige Frau, die innerhalb der Mau-Mau-Bewegung den Rang eines Feldmarschalls erreichte.

## Leben
Kirima kam in Tetu, einem Unterbezirk des Nyeri County westlich der namensgebenden Stadt Nyeri, zur Welt. Sie war die zweite Tochter und eines von insgesamt elf Kindern aus dem polygamen Haushalt eines Hirten. Benannt wurde sie nach ihrer Großmutter. Der Besuch der Schule war ihr seitens des Vaters verboten worden, stattdessen fing sie schon in frühen Jahren an, auf der Farm eines europäischen Siedlers zu arbeiten. Mit 17 oder 18 Jahren heiratete sie den Koch Mutungi Gichuhi und zog näher an Nyeri.

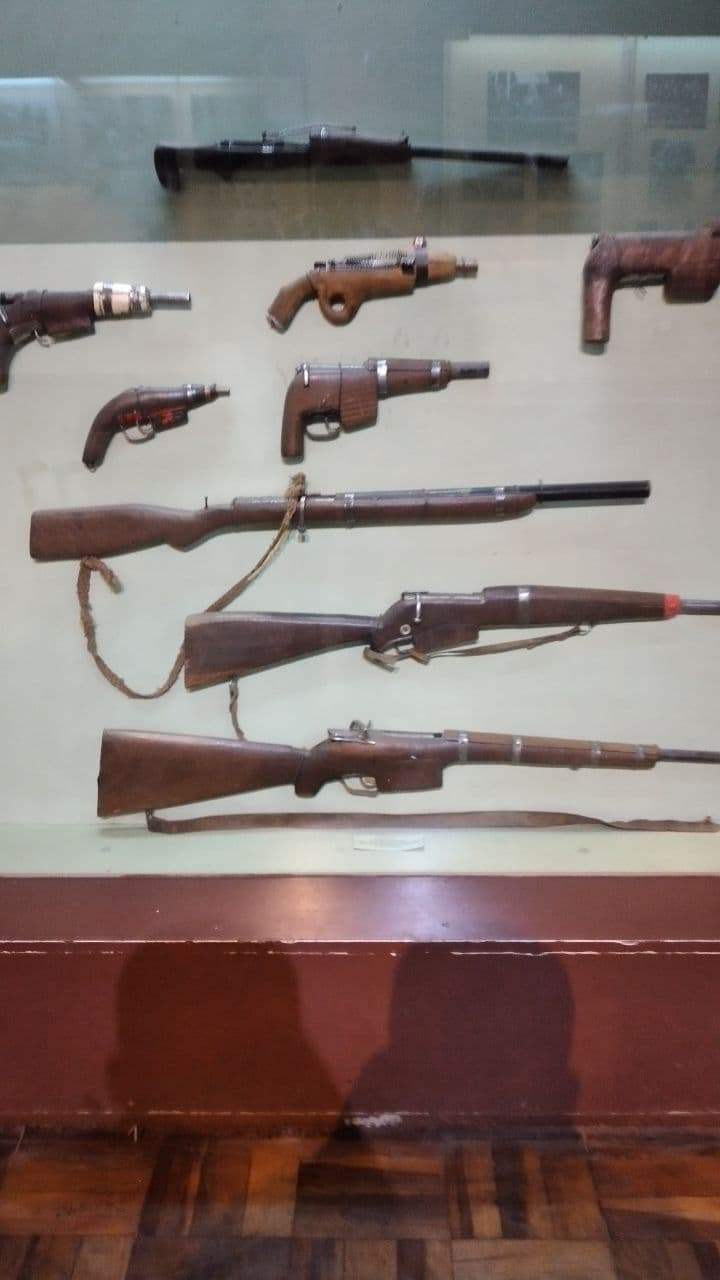
Beim Mau-Mau-Aufstand verwendete Waffen

Im Alter von 20 Jahren fing sie an, für die Mau-Mau-Freiheitskämpfer zu spionieren. Kirima, die selbst zur Ethnie der Kikuyu zählte, wurde einmal beim Spionieren von Kikuyu-Mitgliedern der paramilitärischen Home Guard entdeckt, verprügelt und als tot liegen gelassen. Sie überlebte jedoch, wurde von Frauen gesund gepflegt und schloss sich danach den im Wald lebenden Aufständischen an. Ihre Hauptaufgabe bestand darin, Überfälle auf Farmen zu leiten, um Lebensmittel für die Aufständischen zu beschaffen. Aufgrund ihrer strategischen Fähigkeiten erhielt sie von Rebellenführer Dedan Kimathi den Spitznamen „Nyona wa Thonjo“, was so viel wie Webervogel bedeutet. Insgesamt blieb sie elf Jahre, von 1952 bis 1963, im Wald, also noch sieben Jahre nach der endgültigen Niederschlagung des Aufstandes 1956, und ergab sich dann erst der Regierung des unabhängig gewordenen Kenia. Kirima und ihr Mann waren damit das letzte Paar, das den Wald verließ. Da ihr Ausspruch bekannt war, dass sie erst an das Ende des Kampfes glauben würde, wenn sie mit eigenen Augen gesehen habe, wie die kenianische Flagge gehisst wurde, ließ Kenias neuer Staatschef Jomo Kenyatta sie vier Tage nach der Unabhängigkeit mit einem Auto abholen und nach Nyeri bringen, wo sie die Flagge Kenias wehen sah. Danach dauerte es aber noch 35 Jahre, bis die kenianische Regierung ihren Einsatz für die Freiheit des Landes anerkannte. Zuerst verlieh ihr Präsident Daniel arap Moi 1998 eine Medaille für besondere Verdienste, dann wurde sie 2014 von Präsident Uhuru Kenyatta mit der Head of State Commendation ausgezeichnet.
Gegenüber der Wochenzeitung The Economist erklärte Kirimia 2013, dass sie ihre seit 1952 wachsenden Dreadlocks erst abschneiden werde, wenn sie die Vorteile der Unabhängigkeit sehe. Für diese Haartracht hatte sie sich 1952 mit dem Übergang in den Wald entschieden, da sie die Filzlocken als Symbol für den Freiheitskampf und gegen den Kolonialismus betrachtete. Zudem habe sie geschworen, ihr Haar erst abzuschneiden, wenn Kenia wirklich frei sei. Nach 70 Jahren sah sie den Zeitpunkt gekommen und bat Ngina Kenyatta, genannt Mama Ngina, die vierte und letzte Ehefrau des ersten kenianischen Staatspräsidenten Jomo Kenyatta, im Jahr 2022 erfolgreich darum, ihr die Dreadlocks abzunehmen.
Anfang September 2023 wurde Kirima nach Angaben Mutahi Kahigas, Gouverneur des Nyeri County, nach gesundheitlichen Komplikationen in ein Krankenhaus gebracht, wo nur noch ihr Tod festgestellt werden konnte. Mehrere führende Politiker des Landes würdigten ihren Beitrag zur Befreiung des Landes von der britischen Kolonialherrschaft, darunter Präsident William Ruto und sein Stellvertreter Rigathi Gachagua.

## Familie
Kirima war verheiratet, ihre Ehe blieb nach einer Fehlgeburt während des Mau-Mau-Aufstands aber kinderlos. Medienberichten zufolge soll sie gesagt haben, dass sie die Mutterschaft dem Freiheitskampf geopfert habe und Kenia ihr einziges Kind sei. Sie adoptierte jedoch Kinder und wurde über diese auch zur Großmutter und Urgroßmutter. Der Heavy-Metal-Musiker Lord Spikeheart ist einer ihrer Urenkel.